# Elezioni parlamentari in Tagikistan del 2015
Le elezioni parlamentari in Tagikistan del 2015 si sono tenute il 1º marzo.

## Risultati
| Liste                                           | Riepilogo nazionale | Riepilogo nazionale | Riepilogo nazionale | Seggi   | Seggi  |
| Liste                                           | Voti                | %                   | Seggi               | Collegi | Totale |
| ----------------------------------------------- | ------------------- | ------------------- | ------------------- | ------- | ------ |
| Partito Democratico Popolare del Tagikistan     | 2 472 267           | 67,74               | 16                  | 35      | 51     |
| Partito Agrario del Tagikistan                  | 450 275             | 12,34               | 3                   | 2       | 5      |
| Partito della Riforma Economica                 | 288 308             | 7,90                | 2                   | 1       | 3      |
| Partito Socialista del Tagikistan               | 210 328             | 5,76                | 1                   | -       | 1      |
| Partito Comunista del Tagikistan                | 87 112              | 2,39                | -                   | 2       | 2      |
| Partito Democratico del Tagikistan              | 64 547              | 1,77                | -                   | 1       | 1      |
| Partito della Rinascita Islamica del Tagikistan | 58 028              | 1,59                | -                   | -       | -      |
| Partito Socialdemocratico del Tagikistan        | 18 875              | 0,52                | -                   | -       | -      |
| Totale                                          | 3 549 740           | 100                 | 22                  | 41      | 63     |
| Votanti                                         | 3 791 727           |                     |                     |         |        |
| Elettori                                        | 4 319 395           |                     |                     |         |        |